# La cetra (Vivaldi)
La cetra, Op. 9, là một bộ mười hai bản concerto cho vĩ cầm của Antonio Vivaldi xuất bản năm 1727. Tất cả chúng đều dành cho vĩ cầm độc tấu, dàn nhạc dây và bè trầm liên tục, ngoại trừ bố số 9 cung Si thứ, có tới hai vĩ cầm độc tấu. Bộ tác phẩm được đặt tên theo cetra, một nhạc cụ giống đàn lia, và được dành tặng cho Hoàng đế Karl VI.
La cetra cũng là tiêu đề được đặt cho một bộ 12 bản concerto cho vĩ cầm khác của Vivaldi chưa từng được xuất bản. Bộ này gần như hoàn toàn khác với bộ đã xuất bản, chỉ chung nhau duy nhất một bản concerto và một chương nhạc. Cũng tương tự như bộ tác phẩm đã xuất bản, La cetra chưa được xuất bản cũng được dành tặng cho Hoàng đế Charles.

## Danh sách concerti
Concerto số 1 cung Đô trưởng, RV 181a
1. Allegro
2. Largo
3. Allegro

Concerto số 2 cung La trưởng, RV 345
1. Allegro
2. Largo
3. Allegro

Concerto số 3 cung Sol thứ, RV 334
1. Allegro không molto
2. Largo
3. Allegro không molto

Concerto số 4 cung Mi trưởng, RV 263a
1. Allegro non molto
2. Largo
3. Allegro non molto

Concerto số 5 cung La thứ, RV 358
1. Adagio - Presto
2. Largo
3. Allegro

Concerto số 6 cung La trưởng, RV 348
1. Allegro
2. Largo
3. Allegro non molto

Concerto số 7 cung Si giáng trưởng, RV 359
1. Allegro
2. Largo
3. Allegro

Concerto số 8 cung Rê thứ, RV 238
1. Allegro
2. Largo
3. Allegro

Concerto số 9 cung  Si giáng trưởng, RV 530
1. Allegro
2. Largo e spiccato
3. Allegro

Concerto số 10 cung Sol trưởng, RV 300
1. Allegro molto
2. Largo cantabile
3. Allegro

Concerto số 11 ở Đô thứ, RV 198a
1. Allegro
2. Adagio
3. Allegro

Concerto số 12 cung Si thứ, RV 391
1. Allegro non molto
2. Largo
3. Allegro